# El Algarrobo Airport
El Algarrobo Airport är en flygplats i Chile.   Den ligger i provinsen Petorca Province och regionen Región de Valparaíso, i den centrala delen av landet, 110 km norr om huvudstaden Santiago de Chile. El Algarrobo Airport ligger 299 meter över havet.
Terrängen runt El Algarrobo Airport är kuperad åt nordost, men åt sydväst är den bergig. Runt El Algarrobo Airport är det ganska glesbefolkat, med 30 invånare per kvadratkilometer.. 
Omgivningarna runt El Algarrobo Airport är i huvudsak ett öppet busklandskap.